# Frederika Šarlota Hesensko-Darmstadtská
Frederika Šarlota Hesensko-Darmstadtská (8. září 1698 – 22. března 1777) byla hesensko-darmstadtskou princeznou a sňatkem s Maxmiliánem Hesensko-Kasselským hesensko-kasselskou princeznou.

## Život
Frederika se narodila jako dcera Arnošta Ludvíka Hesensko-Darmstadtského a jeho manželky Dorotey Šarloty Braniborsko-Ansbašské, dcery Albrechta II. Braniborsko-Ansbašského. 6. října 1720 se Frederika zasnoubila s Maxmiliánem Hesensko-Kasselským, za kterého se 28. listopadu 1720 v Darmstadtu provdala.

## Manželství a potomci
Frederika Šarlota měla s Maxmiliánem osm dětí:
1. Karel Hesensko-Kasselský (30. 9. 1721 Kassel – 23. 11. 1722 tamtéž)
2. Ulrika Frederika Vilemína Hesensko-Kasselská (31. 10. 1722 Kassel – 28. 2. 1787 Eutin)
  - ⚭ 1752 Fridrich August I. Oldenburský (20. 9. 1711 Schleswig – 6. 7. 1785 Oldenburg), vévoda oldenburský od roku 1774 až do své smrti
3. Kristýna Šarlota Hesensko-Kasselská (11. 2. 1725 Kassel – 4. 6. 1782 tamtéž), svobodná a bezdětná, vstoupila do kláštera v Herfordu
4. Marie Hesensko-Kasselská (25. 2. 1726 Kassel – 14. 3. 1727 tamtéž)
5. Vilemína Hesensko-Kasselská (25. 2. 1726 Kassel – 8. 10. 1808 Berlín)
  - ⚭ 1752 Jindřich Pruský (18. 1. 1726 Berlín – 3. 8. 1802 Rheinsberg), generál, velitel pruských vojsk ve slezských válkách a sedmileté válce
6. dítě (*/† říjen 1729 Kassel)
7. Alžběta Žofie Luisa Hesensko-Kasselská (10. 11. 1730 Kassel – 4. 2. 1731 tamtéž)
8. Karolína Vilemína Žofie Hesensko-Kasselská (10. 5. 1732 Kassel – 22. 5. 1759 Zerbst)
  - ⚭ 1753 Fridrich August I. Anhaltsko-Zerbstský (8. 8. 1734 Štětín – 3. 3. 1793 Lucemburk), princ askánský a kníže anhaltsko-zerbstský